# Carmen McRae
Carmen Mercedes McRae (New York, 8 aprile 1920 – Beverly Hills, 10 novembre 1994) è stata una cantante, compositrice, pianista e attrice statunitense, considerata una delle più influenti cantanti jazz del XX secolo.
Trasse ispirazione da Billie Holiday, ma ha sviluppato la sua voce in modo distintivo e personale. Ha registrato più di 60 album durante la sua carriera (1945 - 1991), eseguendo concerti e registrazioni negli Stati Uniti, Europa e Giappone.

## Biografia
Nata nel quartiere newyorkese di Harlem, ha iniziato a studiare all'età di otto anni il pianoforte e la musica dei grandi del jazz come Louis Armstrong e Duke Ellington, incontrando la cantante Billie Holiday quando aveva solo 17 anni. Iniziò a suonare il pianoforte e esibirsi come cantante a New York in un famoso jazz club del suo quartiere, chiamato Minton's Playhouseed.
In seguito ottenne il suo primo lavoro importante come pianista nella Big Band di Benny Carter (1944).
Nel 1948 si trasferì a Chicago, suonando il pianoforte costantemente per quasi quattro anni, prima di tornare a New York, dove nei primi anni cinquanta la sua carriera incontrò il successo. Nel 1954, è stata votata come miglior nuova cantante dalla rivista Down Beat. Sposò il bassista Ike Isaacs alla fine del 1950.
Tra i suoi progetti discografici più interessanti ci sono: Mad About The Man (1957) con il compositore Noël Coward, Boy Meets Girl (1957) con Sammy Davis Jr., l'album tributo contenente una raccolta di canzoni di Nat King Cole You 're Lookin' at Me (1983), un album di duetti live con la cantante Betty Carter Duets (1987); ha chiuso la sua brillante carriera con omaggi a Thelonious Monk, Carmen Sings Monk (1990) e a Sarah Vaughan, Sarah: Dedicated to You (1991).
Nel 1955 prende parte al film La giungla del quadrato, nel 1960 I sotterranei e nel 1979 a Radici - Le nuove generazioni. Nel 1986 interpreta il ruolo della nonna di Richard Pryor nel film Jo Jo Dancer, Your Life Is Calling da lui diretto.
Carmen McRae ha cantato nei jazz club di tutti gli Stati Uniti e in tutto il mondo per oltre cinquant'anni, partecipando al leggendario Monterey Jazz Festival (1961-1963, 1966, 1971, 1973, 1982), al North Sea Jazz Festival nel 1980, al Montreux Jazz Festival nel 1989 e ad Umbria Jazz (1990).

## Discografia
- 1954 - Carmen McRae - (Bethlehem)
- 1955 - A Foggy Day (Stardust, with Ivie Anderson)
- 1955 - By Special Request (Decca)
- 1955 - Torchy (Decca)
- 1956 - Blue Moon (Decca)
- 1957 - Boy Meets Girl (Decca, with Sammy Davis Jr.)
- 1957 - After Glow (Decca)
- 1957 - Mad About the Man (Decca)
- 1957 - Carmen for Cool Ones (Decca)
- 1958 - Porgy and Bess (Decca, with Sammy Davis-Jr.)
- 1958 - Birds of a Feather (Decca)
- 1958 - Book of Ballads (Kapp)
- 1958 - Ella Fitzgerald and Billie Holiday at Newport (Verve, 1958, [2001])
- 1959 - When You're Away (Kapp)
- 1959 - Something to Swing About (Kapp)
- 1960 - Tonight Only! (Columbia, with Dave Brubeck)
- 1961 - Take Five Live (Columbia, with Dave Brubeck)
- 1961 - Carmen McRae Sings Lover Man and Other Billie Holiday Classics (Columbia)
- 1962 - In London (Kapp)
- 1962 - The Real Ambassadors (Columbia, with Louis Armstrong)
- 1963 - Something Wonderful (Columbia)
- 1964 - Bittersweet (Focus)
- 1963 - In Person (Mainstream)
- 1965 - Live and Doin' It (Mainstream)
- 1965 - "Live" and Wailing (Mainstream)
- 1966 - Carmen McRae (Mainstream)
- 1964 - Second to None (Mainstream)
- 1965 - Haven't We Met? (Mainstream)
- 1966 - Woman Talk (Mainstream)
- 1967 - For Once in My Life (Atlantic)
- 1968 - The Sound of Silence (Atlantic)
- 1968 - Portrait of Carmen (Atlantic)
- 1970 - Just a Little Lovin' (Atlantic)
- 1970 - November Girl (Black Lion, 1970 [1975]) with the Kenny Clarke/Francy Boland Big Band
- 1972 - The Great American Songbook (Atlantic)
- 1972 - Carmen (Temponic)
- 1973 - It Takes a Whole Lot of Human Feeling (Groove Merchant)
- 1973 - Ms. Jazz (Groove Merchant, 1973 [1974])
- 1973 - As Time Goes By: Carmen McRae Alone - Live at the Dug (Catalyst)
- 1975 - Live at Century Plaza (Atlantic)
- 1975 - I Am Music (Blue Note)
- 1976 - At the Great American Music Hall (Blue Note)
- 1976 - Can't Hide Love (Blue Note)
- 1980 - I'm Coming Home Again (Buddha)
- 1980 - Two for the Road (Concord, with George Shearing)
- 1981 - Recorded Live at Bubba's (Who's Who in Jazz)
- 1982 - Heat Wave (Concord, with Cal Tjader)
- 1983 - You're Lookin' at Me (A Collection of Nat King Cole Songs) (Concord)
- 1986 - What Do the Words Say (Blue Music Group, with Ray Brown, 1986, [2009])
- 1987 - Any Old Time (Denon)
- 1988 - Fine and Mellow: Live at Birdland West (Concord)
- 1988 - The Carmen McRae-Betty Carter Duets (Great American Music Hall, with Betty Carter)
- 1990 - Carmen Sings Monk (Novus)
- 1991 - Sarah: Dedicated to You (Novus)

## Filmografia
- La giungla del quadrato (The Square Jungle), regia di Jerry Hopper (1955)
- La nostra vita comincia di notte (The Subterraneans), regia di Ranald MacDougall (1960)
- King of Diamonds – serie TV, episodio 35 (1962)
- Intrighi al Grand Hotel (Hotel), regia di Richard Quine (1967)
- Radici - Le nuove generazioni (Roots: The Next Generations) – serie TV, episodio 1x06 (1979)
- Jo Jo Dancer, Your Life Is Calling, regia di Richard Pryor (1982)